# عرعر قاسي
العرعر القاسي نوع نباتي شجري من جنس العرعر يتبع الفصيلة السروية. ينتشر في اليابان وكوريا وشرق الصين وشرق روسيا.

## معرض صور

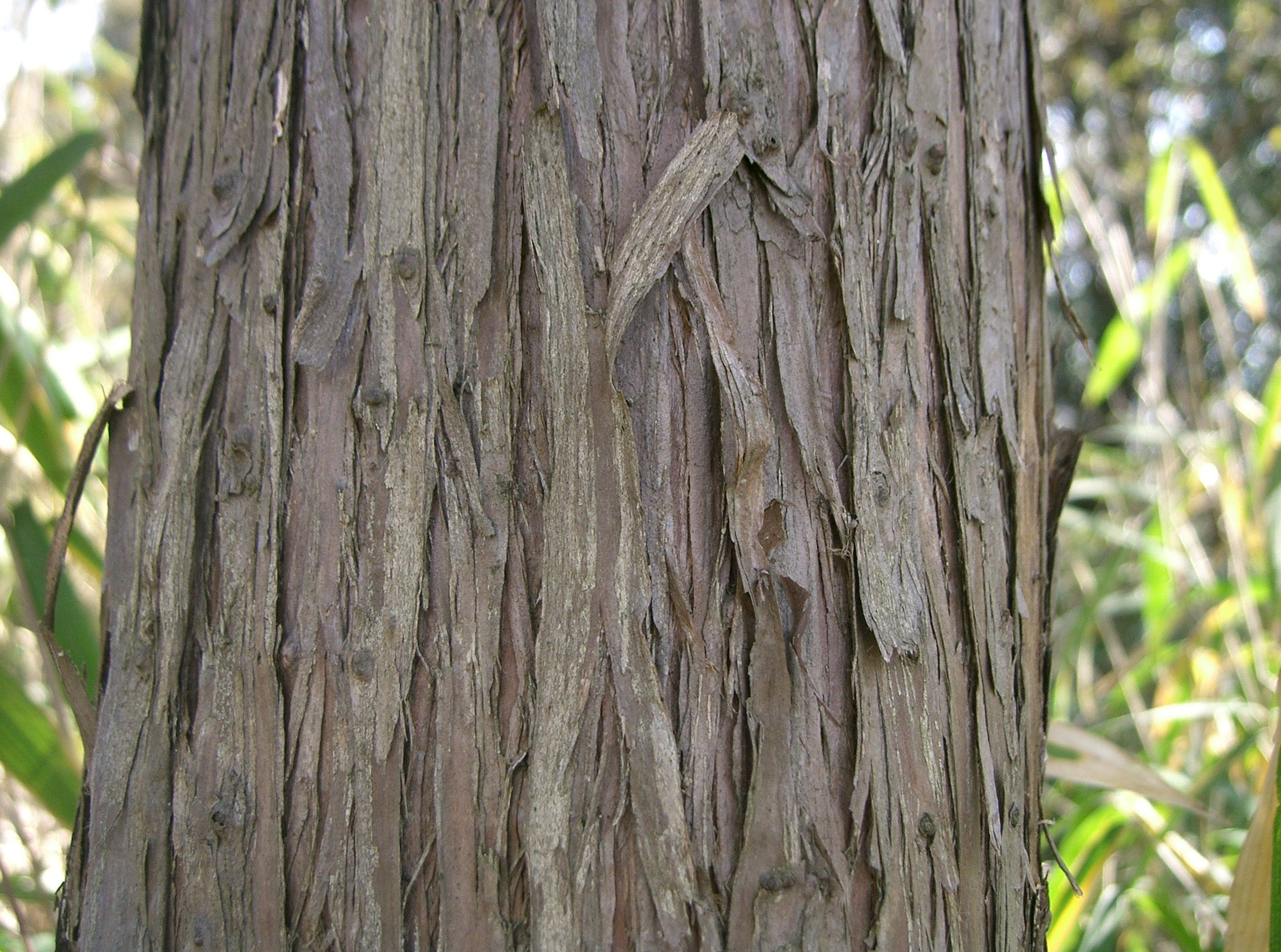
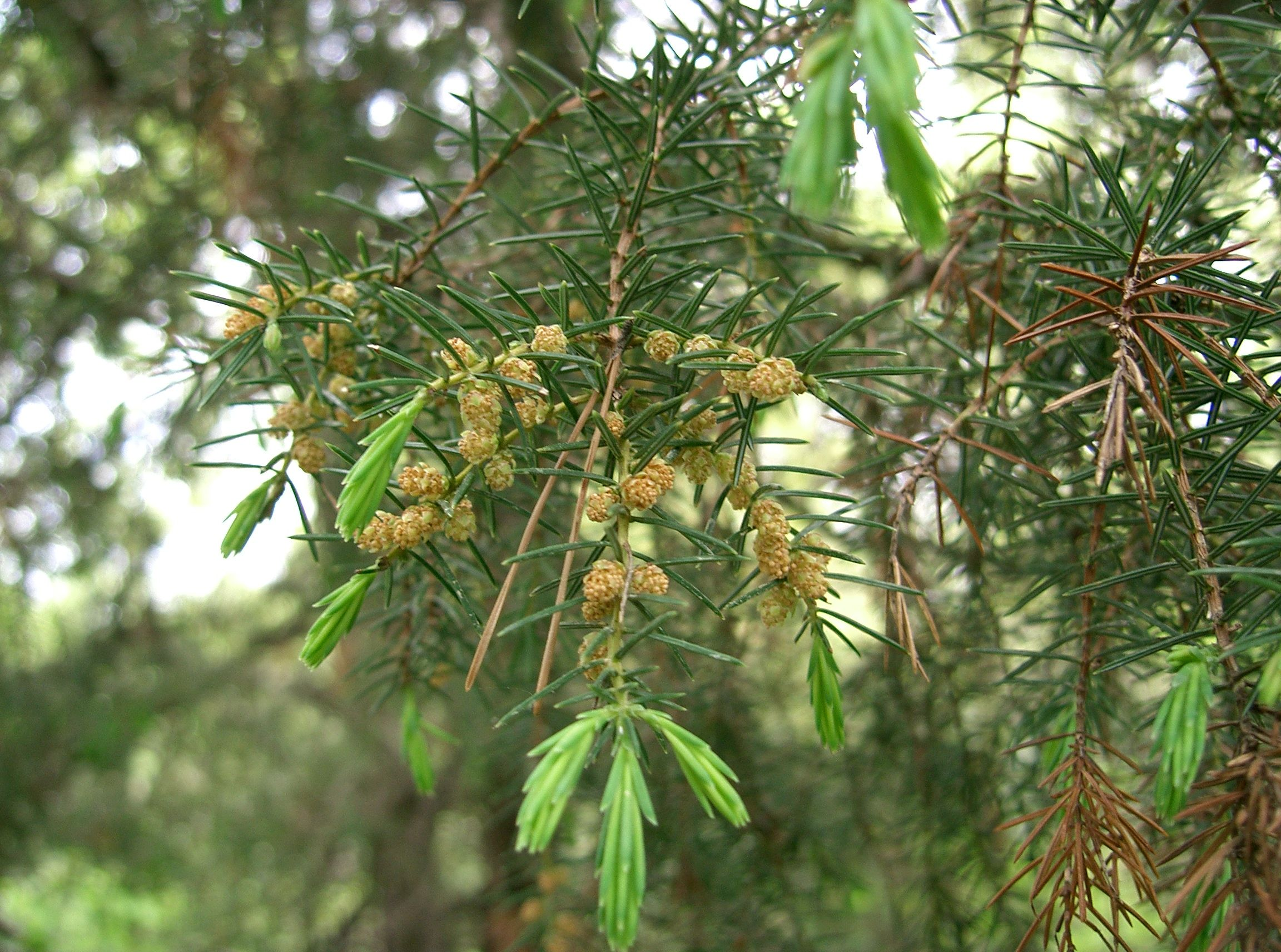
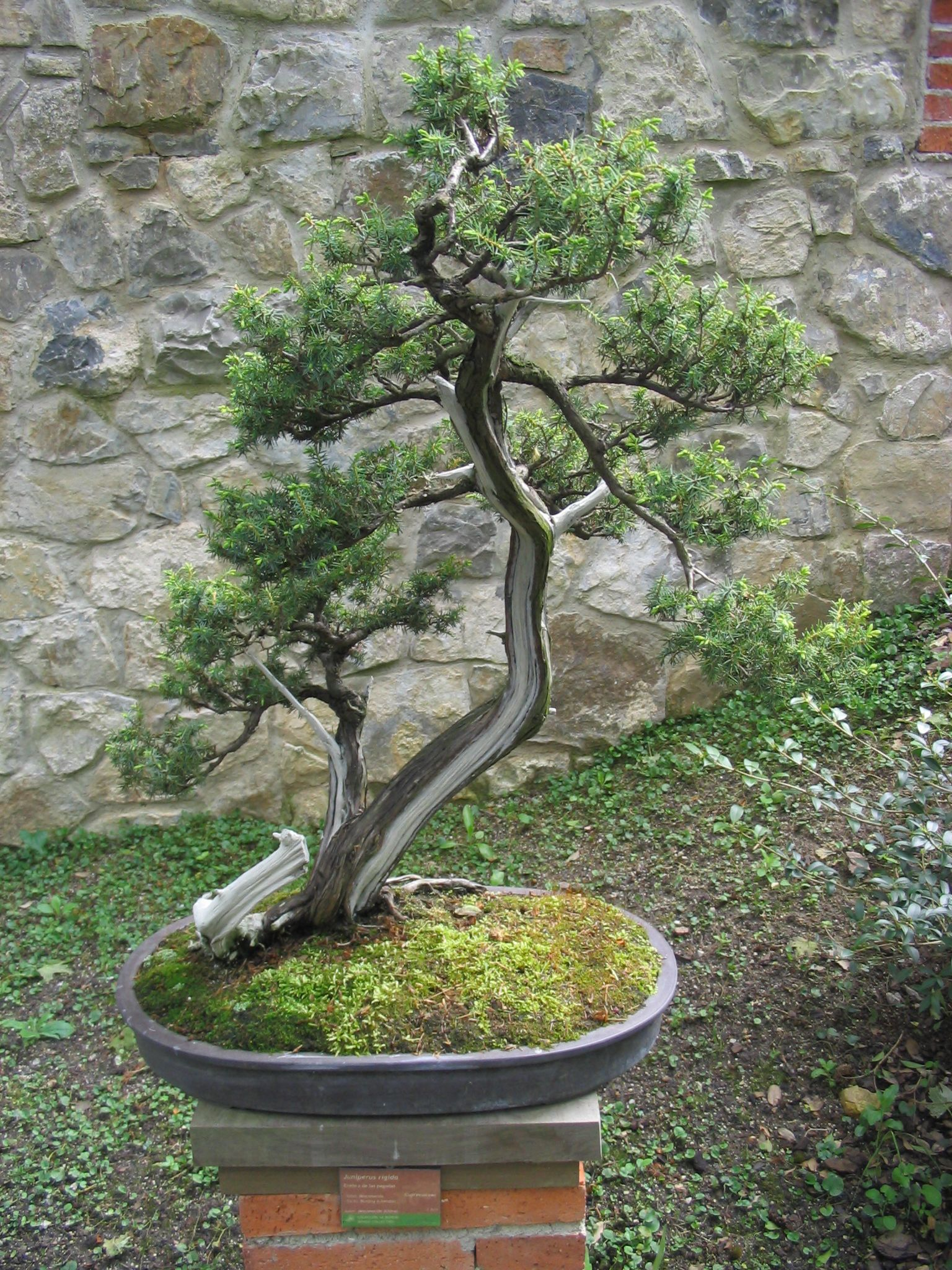